# Distrito de Pimentel

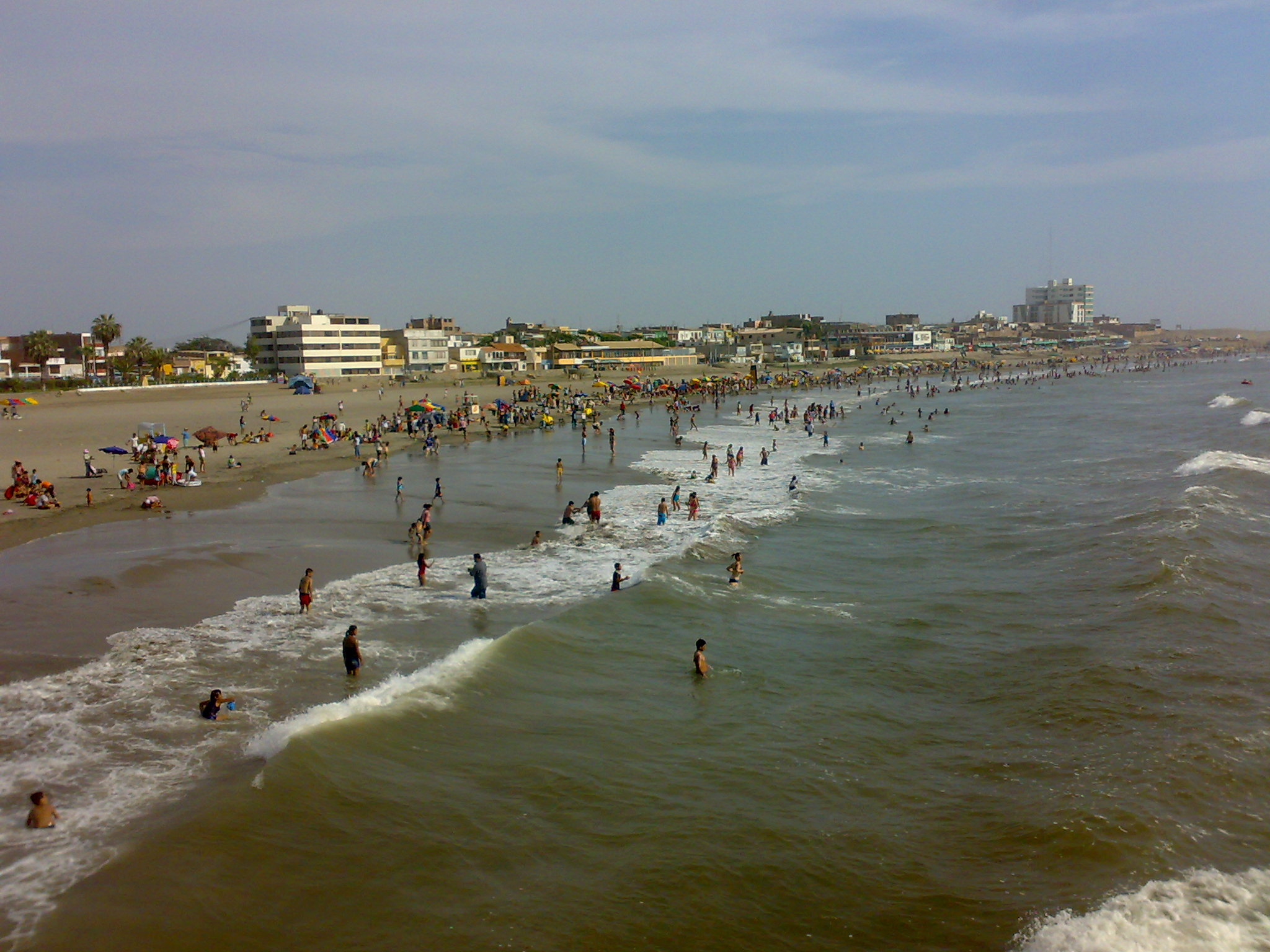
Playa de Pimentel.

El Distrito de Pimentel es uno de los veinte distritos de la Provincia de Chiclayo, ubicada en el Departamento de Lambayeque, bajo la administración del Gobierno Regional de Lambayeque, en el norte de Perú.

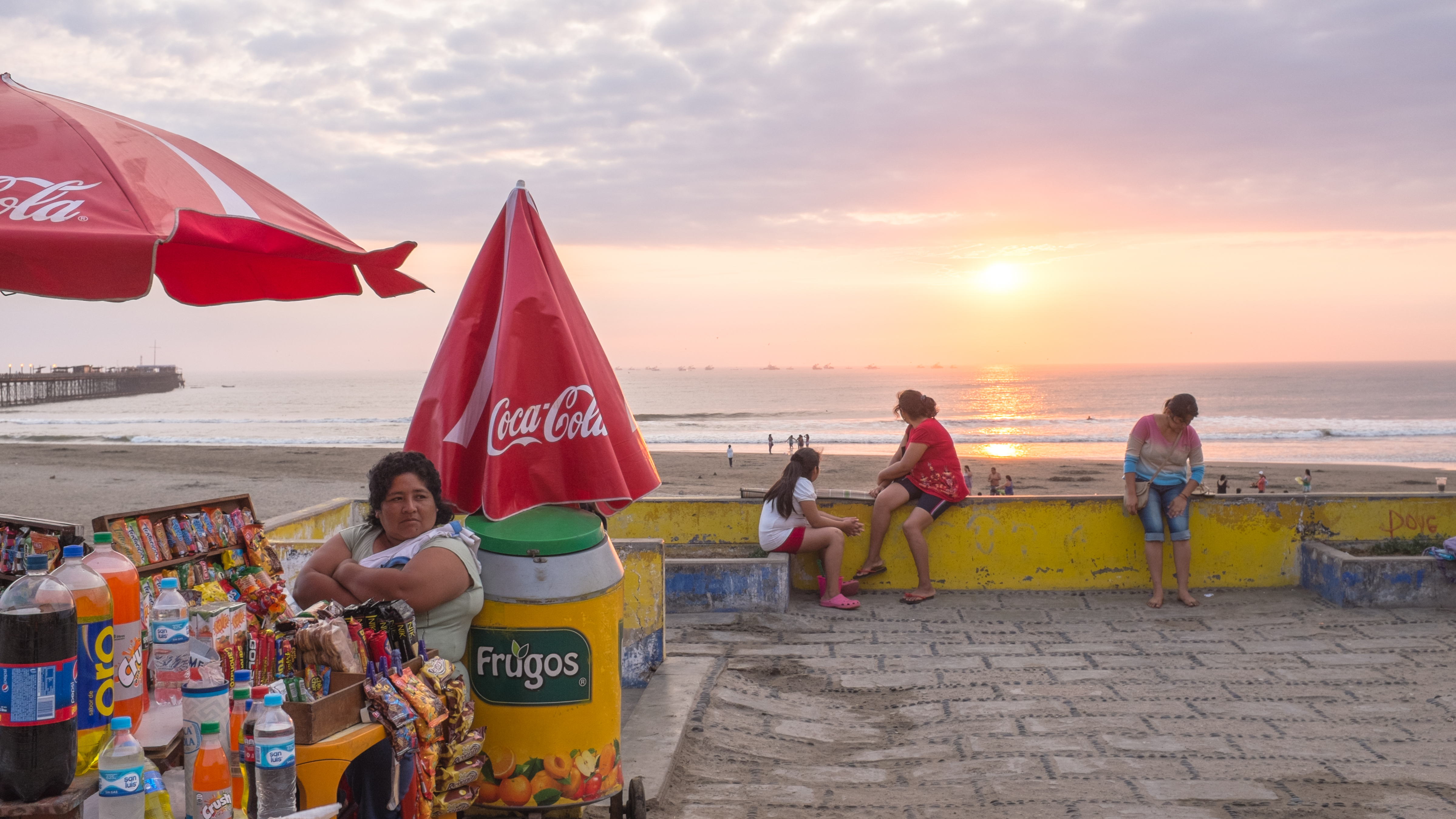
Vista de la Playa de Pimentel desde el malecón.

Desde el punto de vista jerárquico de la Iglesia católica, forma parte de la diócesis de Chiclayo.

## Historia
Nada hay debidamente establecido sobre el origen del nombre con que se fundó dicho lugar, ni tampoco la razón del cambio de nombre de la referida caleta. Pimentel es un pueblo sin partida de nacimiento, lo mismo que la ciudad de Chiclayo; pero se dice que a cambio de ello existe una hermosa "Carta de Ciudadanía". Lo que se puede aceptar es que Pimentel, antes llamada Caleta de la Concepción de Chiclayo, "pampas de Pimentel" y también Salaverry, no es población de tiempos milenarios ni tampoco de la época de la conquista española, lo que hace suponer que su existencia data de los primeros años de la República. 
Se dice también que muchos años atrás la Caleta de la Concepción de Chiclayo se efectuaban desembarques de mercadería en forma empírica, o sea por medio de bolsas.
Luego adquiere el nombre de Pampas de Pimentel cuando pasa al grupo empresarial de Virgilio Dall'Orso, empresario italiano de renombre. Luego adquiere categoría de caleta y luego de puerto, para finalmente categorizarse como distrito de Pimentel.
Se dice que fue descubierto y sondeado por un marino peruano de apellido Pimentel, hermano de un comerciante radicado en Chiclayo y que de continuo efectuaba operaciones portuarios por la citada playa llegando su popularidad entre los moradores de la mencionada caleta de la Concepción de Chiclayo, que los pescadores de ese lugar le dieron su nombre a aquel poblado.
Hasta el gobierno de Ramón Castilla se le llamaba Salaverry a la caleta de la Concepción de Chiclayo, aunque los residentes de la referida playa de pescadores le denominaban siempre Pimentel; pero años después, cuando se fundó el Puerto de Salaverry en la ciudad de Trujillo y a fin de que no se repitiera el mismo apelativo a los dos puertos, convinieron los chiclayanos llamarlo definitivamente Pimentel, como hasta la fecha se le denomina también en las cartas geográficas, textos de geografía del Perú y derroteros de la costa peruana.
Ricardo Pimentel fue teniente primero de la armada nacional, el mismo que ya de capitán de marina localizó al sur del Puerto de San José, a pocas millas de distancia de esta bahía un desembarcadero con mejores condiciones y que fue para los chiclayanos su fondeadero más cercano. El capitán Pimentel fue un hábil náutico y valiente marino. Poco a poco la citada playa de pescadores, a 12 km de Chiclayo, se convirtió en una caleta habilitada para efectuar operaciones de cabotaje, embarcando por ella productos de la ciudad de Chiclayo y recibiendo otros de diversos puertos del litoral peruano, usando para estas actividades los bolsos que, cargados en la playa con granos, chancacas, carbón, arroz, jabón, forrajes, etc., transportaban hasta más allá de la "tasca", donde las embarcaciones nacionales "Adela" los recibieron para conducirlas a su destino, haciendo todas estas manipulaciones en forma empírica, ya que por entonces no se contaban con lanchas, muelle, grúa y otros medios fáciles de navegación. 
El presidente coronel Balta, había concedido en sus últimos años de gobierno autorización para que se construyera un ferrocarril de Pimentel a Chiclayo y Lambayeque a una empresa particular, con éxito evidente, dicha vía sólo pudo estrenarse en 1874, durante el gobierno de Manuel Pardo y el mismo que con fecha 7 de julio de 1876 se decretó se abriera el comercio extranjero en la clase de puerto mayor el de Pimentel, igualando así en categoría con los de Eten y Pacasmayo. Dicha empresa no construyó muelle en Pimentel, lo que trajo por consecuencia mucho retraso y deficiencia en las operaciones de embarque y desembarque de mercaderías por dicho puerto; por lo que buen número de comerciantes chiclayanos ocupaban mejor a la Empresa del F.F. C.C. y muelle de Eten que se distinguía por un eficiente servicio. Vino en consecuencia la privatización de los servicios del mencionado ferrocarril por la competencia que le hacía Eten en el año 1903 después de 29 años de servicio. Lo que trajo por consecuencia que la numerosa población urbana, se viera obligada a emigrar de Pimentel, a otros lugares vecinos, en busca de trabajo, quedando convertido dicho puerto en un humilde asiento de pescadores, poblado por hijos del lugar en su mayor parte. 
Se debe mencionar que la familia Dall'orso, otrora propietaria de las Pampas de Pimentel, hizo una serie de concesiones territoriales a escuelas e instituciones de la ciudad, a través de la familia heredera Zoeger Dall'orso y la firma Victoria viuda de Virgilio Dall'orso. Concesiones que ayudaron al desarrollo del distrito, revalorando los terrenos del nuevo puerto de la ciudad de Chiclayo. El colegio Elías Aguirre y el gran Colegio San Agustín forman parte de la gran lista de generosas concesiones en el distrito de Pimentel. Lo mismo se hizo en la zona del muelle de Pimentel, así como a lo largo de la carretera a Chiclayo.
En el año 1911 Salvador Gutiérrez copropietario y gerente de la Hacienda Pomalca llevó a cabo las primeras gestiones para implantar un ferrocarril y muelle de Pimentel a Chiclayo y Pucalá, el cual al obtener la concesión se constituyó la Sociedad Anónima Compañía del Ferrocarril y Muelle de Pimentel. En septiembre de 1914 durante el gobierno provisorio del general Benavides, fue un acontecimiento memorable, fecha en que se puso en actividad la locomotora y que unió el referido puerto con Chiclayo. Familias chiclayanas como de La Piedra, Dall'orso y otros benefactores hicieron posible dicho anhelo lambayecano. Esto fue un suceso regional y un nuevo hito de progreso considerada como una obra de gran trascendencia para el resurgimiento de Lambayeque. Hermán Gorbitz, Gerente de la Compañía Ferrocarrilera y Bernardo Pelny, constructor de la obra fueron considerados como patriotas y bienhechores del progreso del Departamento de Lambayeque. Todo ello trajo por consecuencia el mejoramiento de vida para el citado puerto y aumentó el volumen de importación y exportación de mercadería en el departamento. 
Este muelle tiene 750 m de longitud, ubicado justo frente al gran Hotel de la familia Dall'orso, tuvo toda clase de implementos para la rápida manipulación de embarque y desembarque de mercadería por dicho muelle. Tuvo estaciones, desvíos, alcantarilla, desagüe, factoría, etc., y tenían personal especializado para ello. Llegaban vapores directos de EE. UU. de Norteamérica, Europa, Japón, Chile, etc. En 1920 el gobierno de  Augusto B. Leguía con la ley 4047 se expidió a Puerto Mayor, constituyendo un acontecimiento regional celebrándose con muchas fiestas y mucho júbilo por parte de pimenteleños y chiclayanos. Este nuevo rango hizo que diarios y revistas comentaran: "Pimentel uno de los más bonitos y pintorescos balnearios de la costa del Perú". 
La revista "Variedades" la calificaba como el mejor balneario del norte del Perú y el Puerto mayor de más movimiento en cuanto a su importación y exportación de toda clase de mercaderías que iguala a los más importantes puertos de esa categoría en nuestro litoral peruano, pues producía grandes rendimientos al fisco por concepto de derechos de importación, exportación y otros gravámenes que recordaba diariamente la Aduana de Pimentel. La implementación de la Compañía Ferrocarrilera de Pimentel a Pucalá trajo por consecuencia el progreso y una mejor vida para el referido balneario y el resurgimiento comercial del departamento de Lambayeque. La población de dicho puerto aumentó considerablemente y la vida mejoró en todo orden, como lo urbano, la industria y el trabajo. Construyéndose hermosas casas residenciales cerca de la ribera del mar, se reconstruyeron muchas casas con material noble y desaparecieron poco a poco las edificaciones de quincha. En el populoso barrio conocido hasta la fecha como "Alto Perú" se pavimentaron muchos calzadas con piedra de canto rodado y se construyeron veredas de cemento corrido y de loceta. Con la ley N° 4155 que tuvo su origen en el segundo Congreso Regional del Norte presidido por Alejandro Leguía Álvarez, el Congreso de la República aprobó la creación del Distrito de Pimentel en la Provincia de Chiclayo con fecha 18 de octubre de 1920.
El distrito fue creado por iniciativa del Congreso Regional del Norte, mediante la Ley N.º 4155 del 18 de octubre de 1920, en el gobierno del Presidente Augusto Leguía.
Después de no poder desembarcar los cruceros Bremen (2004) y Diamant (2007), autorizaron la inversión de 8,2 millones de nuevos soles en el muelle en 2011.

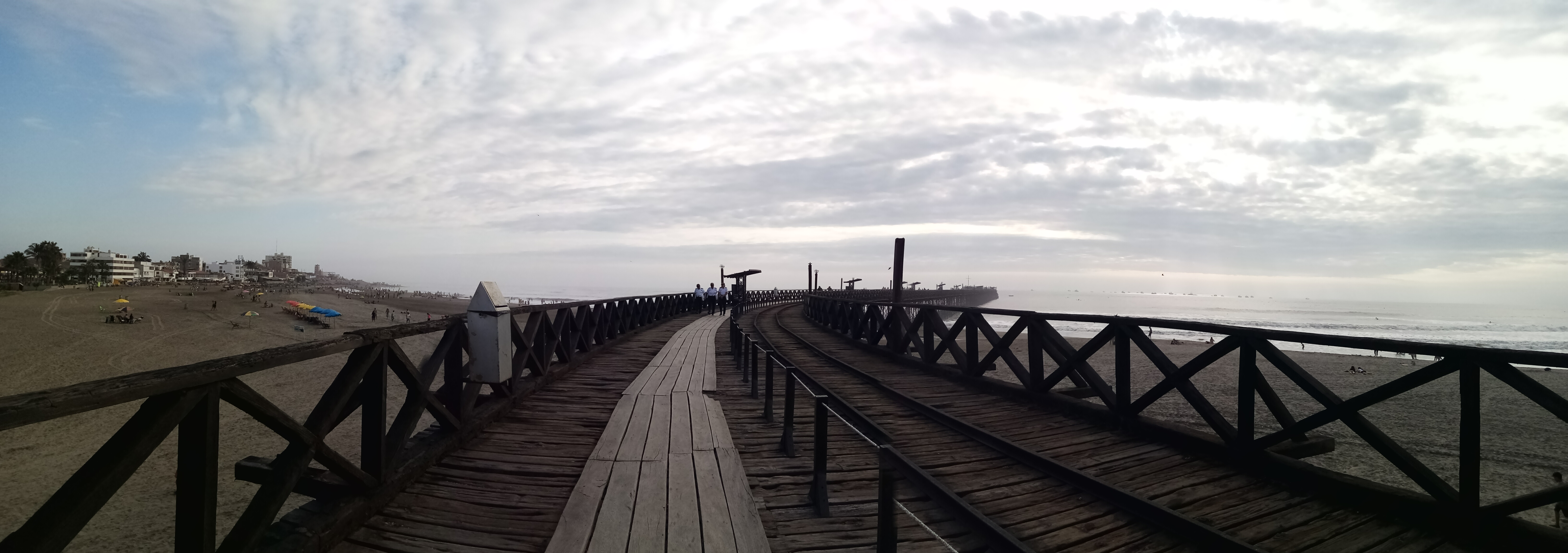
Vista panorámica del muelle de Pimentel.

## Geografía
Abarca una superficie de 66,53 km².

### Relieve
Es llano, con suaves ondulaciones, encontrándose pequeños cerros como Pimentel y El Molino. Sus playas son bajas y arenosas.

### Clima
Es templado, con moderado calor al mediodía, atemperado por suaves vientos y por la cercanía del mar. Normalmente no caen lluvias.

### Recursos naturales
Presenta suelos aptos para el cultivo, además de pastos naturales y tierras eriazas de característica salitrosa.
Su flora es rala y formada por especies de poca altura, siendo escasa en las cercanías del mar. Tenemos hierbas pequeñas como el melón de oso, el moco de pavo, la verbena, la amapola, la malva, la pluma de garza y otras más.
Su fauna terrestre es escasa, predomina más la marítima con abundantes variedades de peces, crustáceos y mamíferos marinos.

## División administrativa
Las principales poblaciones del distrito de Pimentel son:
- Urbanización "Victor Raul Haya de la Torre" (zona norte de Pimentel).
- Urbanización "los pescadores" (continuo urbano de Chiclayo).
- Urbanización "La Plata" (continuo urbano de la ciudad de Chiclayo).
- Urbanización "La Pradera" (continuo urbano de la ciudad de Chiclayo).
- Urbanización "Las Dunas I etapa" (continuo urbano de la ciudad de Chiclayo).
- Urbanización "Las Dunas II etapa" (continuo urbano de la ciudad de Chiclayo).
- Urbanización "Las Dunas III etapa" (continuo urbano de la ciudad de Chiclayo).
- Urbanización "Las Dunas IV etapa" (continuo urbano de la ciudad de Chiclayo).
- Urbanización "Las Dunas V etapa" (continuo urbano de la ciudad de Chiclayo).
- Urbanización "Las Dunas VI etapa" (continuo urbano de la ciudad de Chiclayo).
- Residencial "Alameda Country Club" (continuo urbano de la ciudad de Chiclayo).
- Urbanización "La Encalada" (continuo urbano de la ciudad de Chiclayo).
- Urbanización "7 de agosto" (exclusiva urbanización)
- Urbanización "San Agustín" (continuo urbano de Chiclayo).
- Urbanización "Los Sauces" (continuo urbano de la ciudad de Chiclayo).
- Urbanización "industrial" de Chiclayo (continuo urbano de la ciudad de Chiclayo).
- Urbanización "El Oro" (continuo Urbano de Chiclayo).
- Urbanización "Las Garzas" (continuo Urbano de Chiclayo).
- P.J. "Villa Santuario De La Paz" (continuo Urbano de Chiclayo).
- Complejo Habitacional Victoria Viuda de Dall’orso (continuo urbano de Chiclayo).
- Complejo Habitacional Urbanización Fermín Ávila Morón (continuo urbano de Chiclayo)
- Cerropón (continuo urbano de la ciudad de Chiclayo). ( Este pueblo joven pertenece al distrito de Chiclayo al igual que la urbanización Las Brisas).
- La Garita (continuo urbano de la ciudad de Chiclayo).
- Urb. Las Villas de Chiclayo
- Urb. Sol de Pimentel
- Anexos del distrito
  - Pte. Escorbe (anexo).
  - San Carlos (anexo).
  - San Doloroso (anexo).
  - San Félix (anexo).
  - Santa Lucía (anexo).
  - Balneario Pueblo de Pimentel: Playa que se encuentra a 2 km de la Urbanización Las Dunas.

## Capital
Su capital, el pueblo de Pimentel, se ubica a 4 m s. n. m.

## Población
Según censo de 2007 el distrito de Pimentel tuvo una población de 32,346 habitantes, lo que puede triplicar en pocos años debido al boom inmobiliario que se está efectuando en el distrito esto se debe al crecimiento oeste de la ciudad de Chiclayo.
Pimentel es un distrito singular; dista el balneario de la plaza de armas del centro de Chiclayo 12 km, sin embargo en la carretera se encuentran diversas urbanizaciones y centros poblados, colegios y universidades de la ciudad de Chiclayo, por lo tanto es una conurbación real con Chiclayo, el distrito crece y es el que más va a crecer urbanísticamente.

## Autoridades

### Municipales
- 2019 - 2022[3]
  - Alcalde: César Roberto Jacinto Purizaca, de Podemos por el Progreso del Perú.
  - Regidores:

  1. José Palacios Pinglo (Podemos por el Progreso del Perú)
  2. César Martín Ramírez Vásquez (Podemos por el Progreso del Perú)
  3. Velia Erodita Iturregui Flores (Podemos por el Progreso del Perú)
  4. Julio Tarrillo Pérez (Podemos por el Progreso del Perú)
  5. Walter Seclén Mora (Podemos por el Progreso del Perú)
  6. José Luis Sosa Rodríguez (Alianza para el Progreso)
  7. Miriam Jackeline Huancas Guerrero (Alianza para el Progreso)

Alcaldes anteriores
- 2015-2018:[4] José Francisco Gonzales, de la Agrupación Política Vecinal Raíces  (Raíces).
- 2011 - 2014: José Francisco Gonzales, del Movimiento Fuerza Social Progresista (FSP).[5]
- 2007 - 2010: César Roberto Jacinto Purizaca.

### Policiales
- Comisaría 
  - Comisarioː Mayor PNP Giancarlo Montenegro.[6]

## Personajes célebres
- José Abelardo Quiñones Gonzáles
- Benjamin Arbulu Miranda
- Santiago Pérez Urdiales
- Irene Asalde Infante (Gran baloncestista)

## Galería

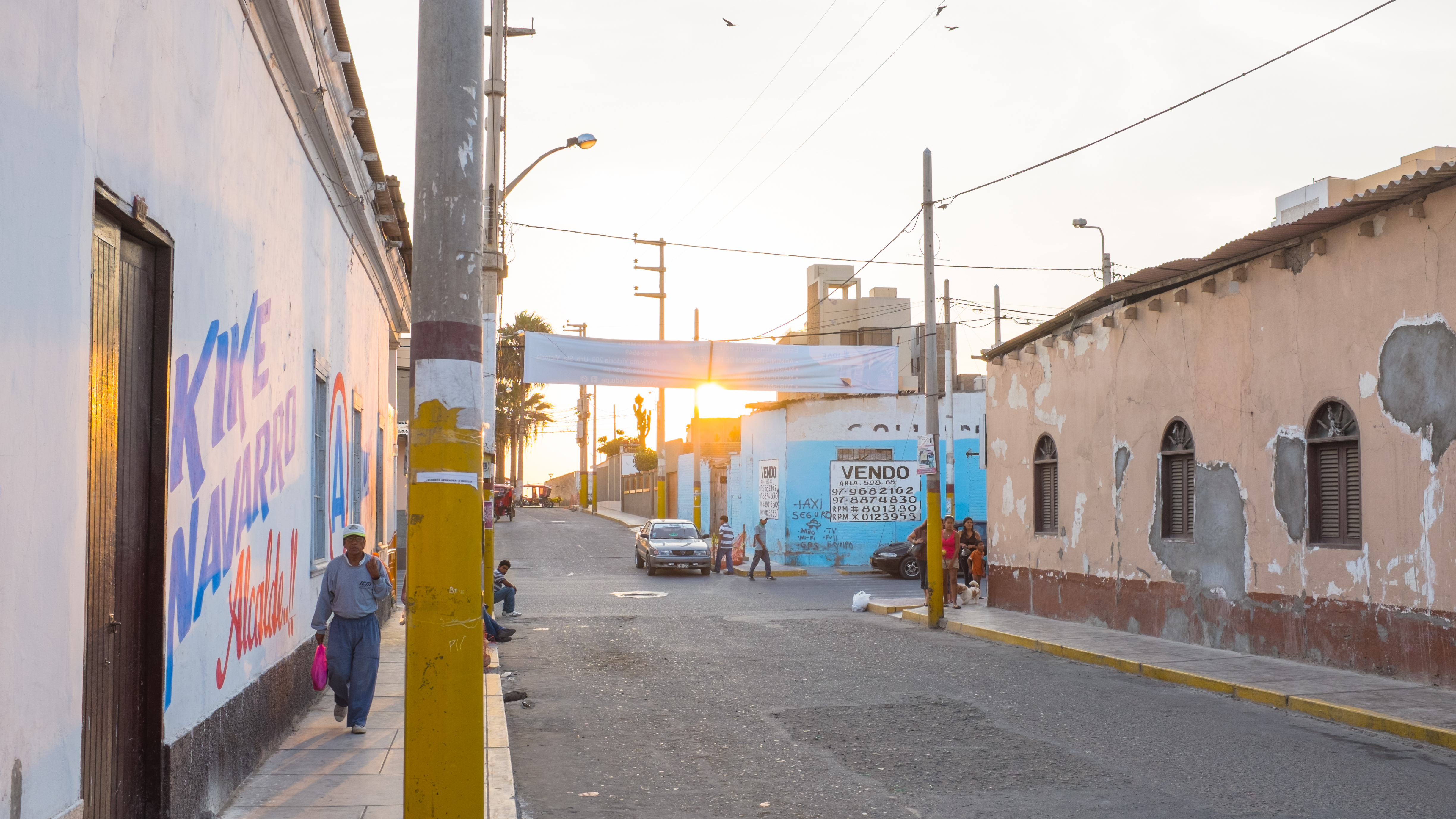
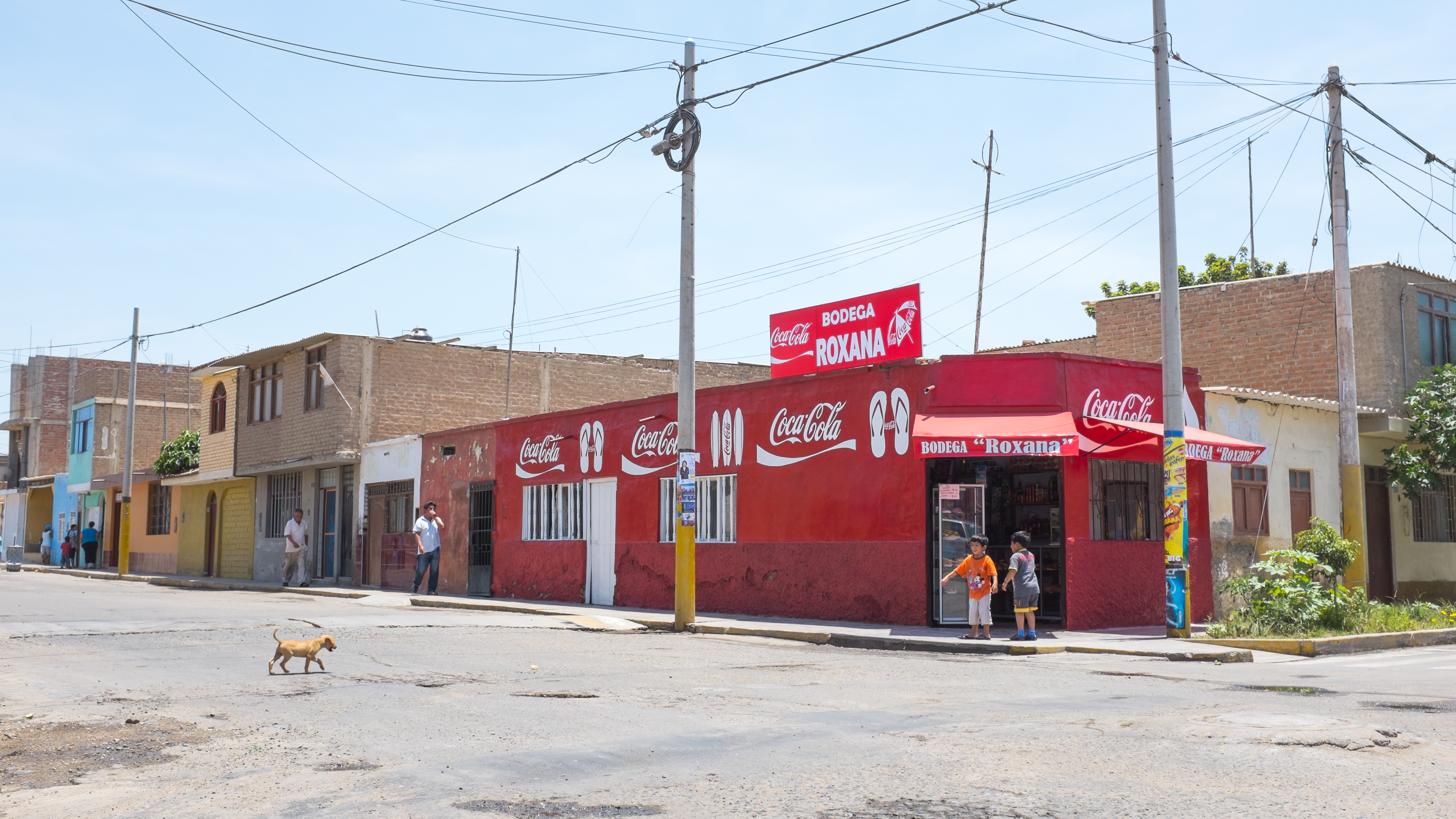
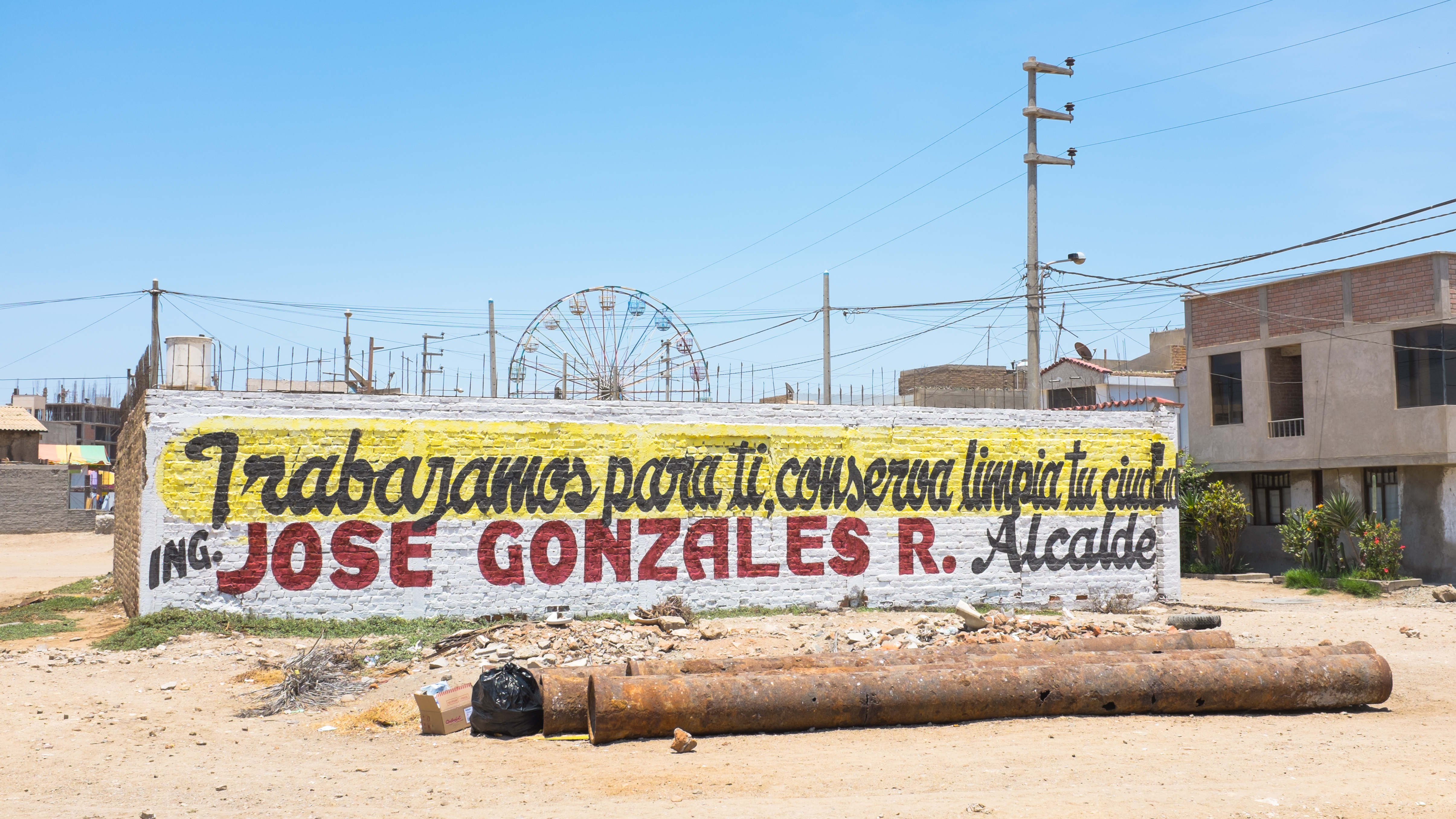
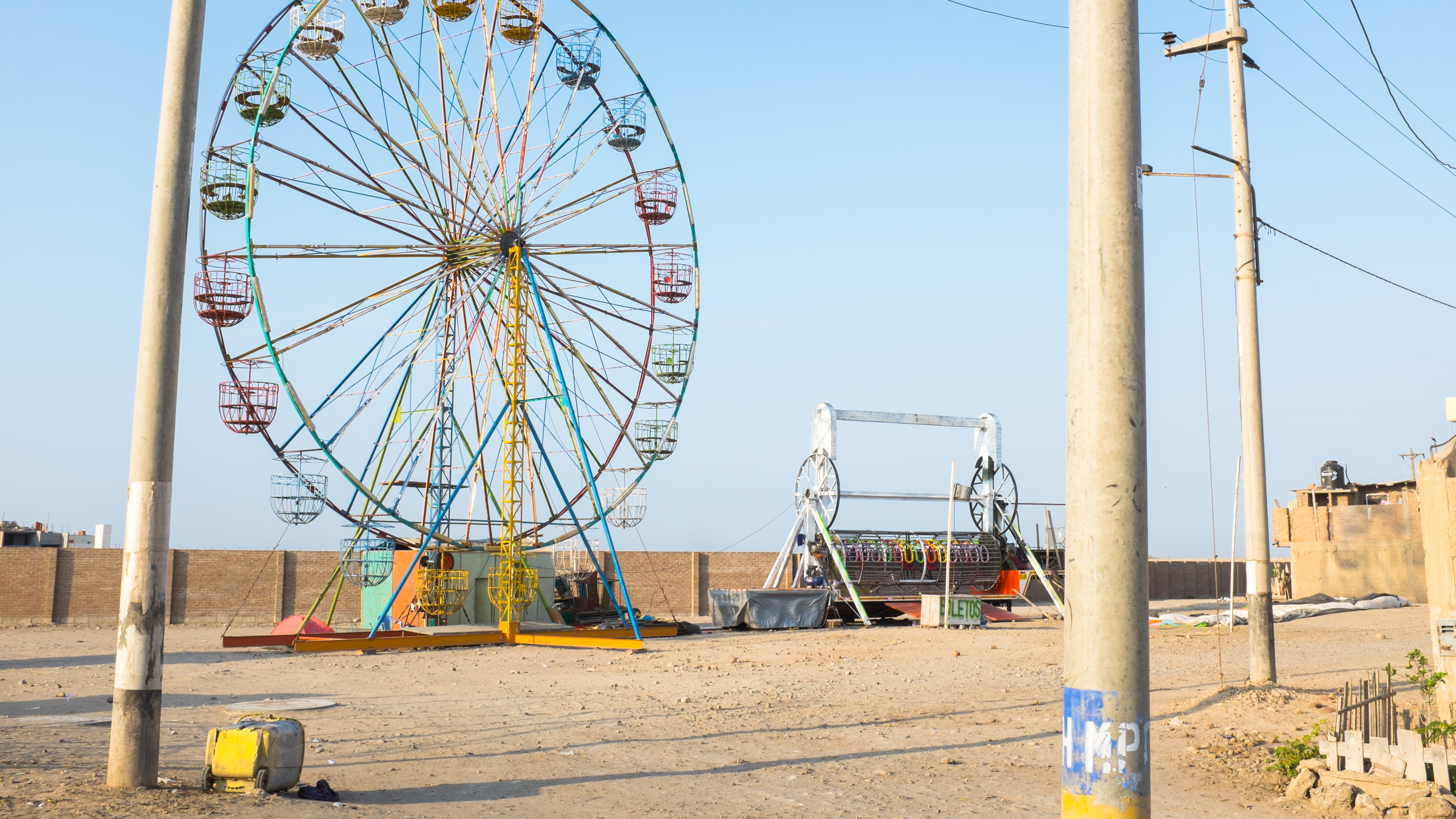

## Festividades
- Julioː Virgen del Carmen.
- Junio: San Pedro.
- Agosto: Santa Rosa De Lima.